# Кортанце
Кортанце (итал. Cortanze) је насеље у Италији у округу Асти, региону Пијемонт.
Према процени из 2011. у насељу је живело 257 становника. Насеље се налази на надморској висини од 272 м.

## Становништво
| 1936. | 1951. | 1961. | 1971. | 1981. | 1991. | 2001. | 2011. |
| ----- | ----- | ----- | ----- | ----- | ----- | ----- | ----- |
| 677   | 574   | 480   | 366   | 303   | 295   | 289   | 288   |